# Platos y bielas

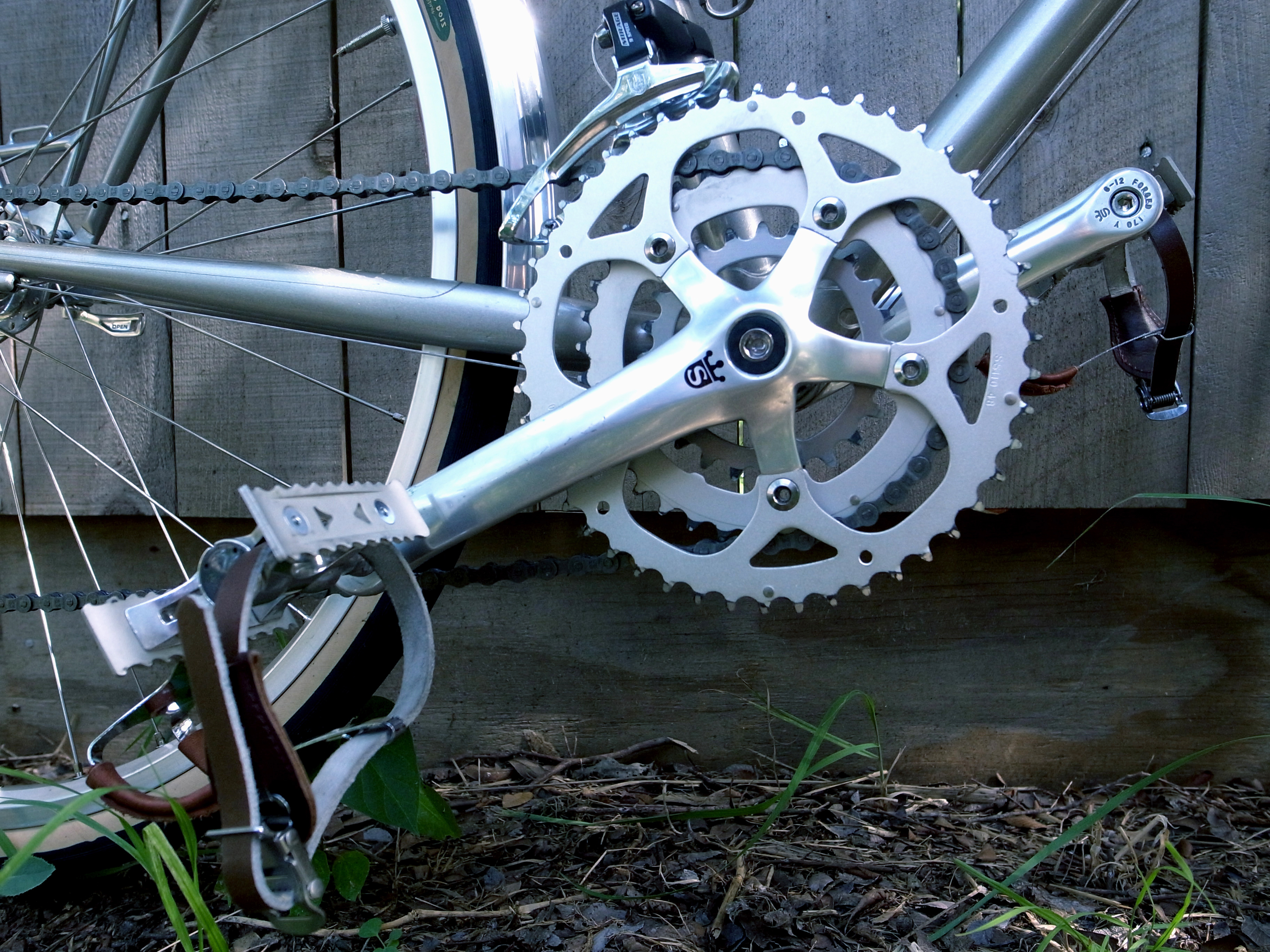
Platos y bielas.

Los platos y bielas o el conjunto bielar o el bielado, es el componente propulsor de la transmisión de bicicleta  que convierte el  movimiento recíproco de las piernas del ciclista en el movimiento de rotación utilizada para mover la cadena de la bicicleta, que a su vez mueve la rueda trasera. 
Se compone de uno o un conjunto de platos unidos a las bielas, a las que se sujetan los pedales de la bicicleta. Está conectado con el conductor por los pedales, al cuadro de la bicicleta  por el eje de pedalier, y a la corona trasera a través de la cadena.
Los platos y las bielas se construyen ya sea de aleación de aluminio, titanio, fibra de carbono, aceros al cromo-molibdeno o un acero menos caro.

## Partes
Los platos y bielas se componen de las siguientes partes:

### Bielas

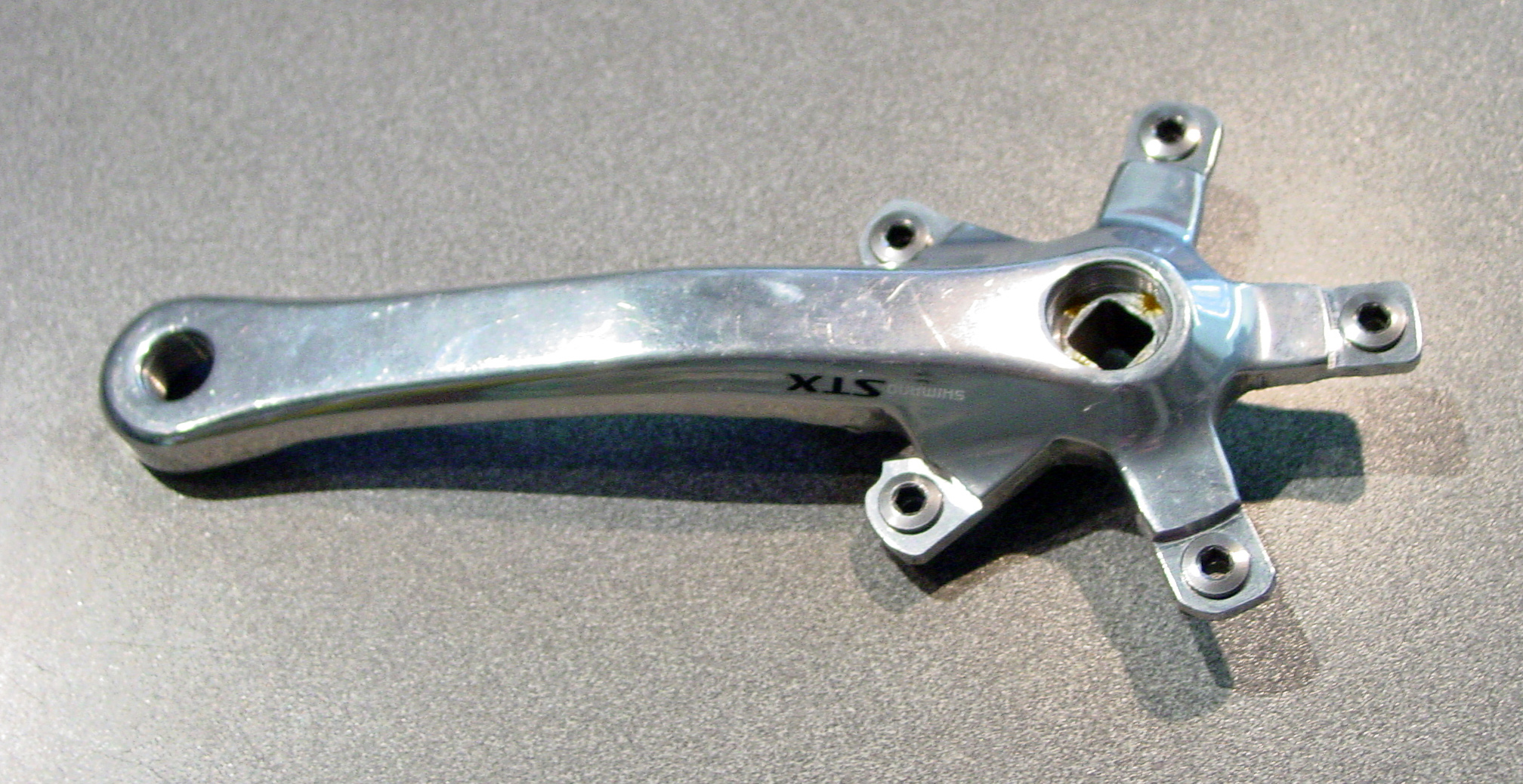
Una biela Shimano

Las bielas  son el elemento de transmisión de la potencia desde los pedales a los platos. Las dos bielas, una a cada lado montado en 180 grados el uno al otro, están conectados con el eje pedalier y los pedales. Existen diferentes tipos de biela que se adaptan a los diferentes tipos de eje de pedalier.
Las bielas de la bicicleta pueden variar en longitud para adaptarse a diferentes tamaños de ciclistas y diferentes tipos de ciclismo. La longitud de la biela se mide desde el centro del eje del pedal hasta el centro del eje de pedalier o eje. Los fabricantes más grandes de componentes de bicicletas generalmente ofrecen longitudes de manivela para los ciclistas adultos desde 165 mm a 180 mm de largo en incrementos de 2,5 mm, con manivelas de 170 mm siendo el tamaño más común.
Algunos pequeños fabricantes especializados manufacturan bielas en un número de tamaños menor que 165 mm y más largo que 180 mm.

### Plato

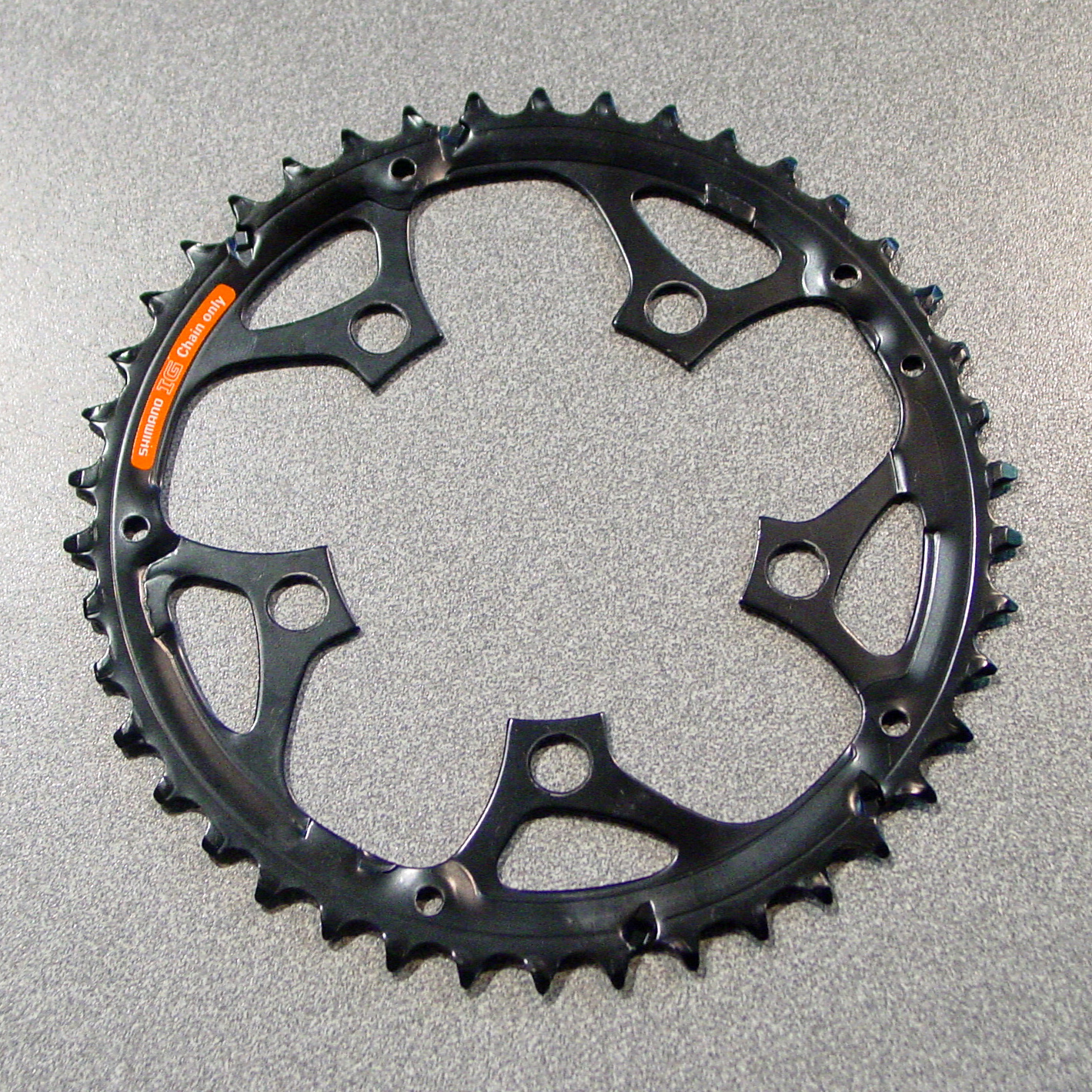
Un plato Shimano, separado de biela derecha

Los platos se componen de engranajes que engranan la cadena de la bicicleta para la transferencia de potencia (usualmente) a la rueda trasera. Por lo general, tienen dientes espaciados para engranar todos eslabones de la cadena que pasan por encima, sin embargo, en el pasado, algunos diseños (llamados en inglés skip-tooth o inch-pitch) han tenido un diente por cada doble eslabón de la cadena.
Por convención, en las bicicletas de multivelocidades, el plato más grande esta en el exterior y el más pequeño es el interior. Los platos varían en tamaño de tan solo 20 dientes a tantos como 55 o posiblemente más. 
Los platos también vienen en varios anchos nominales:
- 3/16" (4,76 mm) para las bicicletas de antaño (especialmente skip-tooth o inch-pitch), de servicio pesado como las bicicletas de reparto, algunas BMX, y bicicletas de ejercicio.

- 1/8" (3,18 mm) para bicicletas de pista, BMX, bicicletas playeras, de una velocidad, de tres velocidades, y la bici con desviador poco común.

- 3/32" (2,38 mm) para carretera, híbridas, de montaña, de una sola velocidad y de 5, 6, 7 velocidades con rueda libre (freewheel).

- 5/64" (1,98 mm) para cualquier bicicleta con casetes de 9 o 10 velocidades.

Una característica conocida como BCD (del inglés Bolt Circle Diameter) es la medida, normalmente en milímetros, que determina cual es el diámetro en el que están los agujeros que alojan los tornillos que sujetan los platos a la biela. También se puede conocer por HCD (del inglés Hole Circle Diameter).

### Tornillos

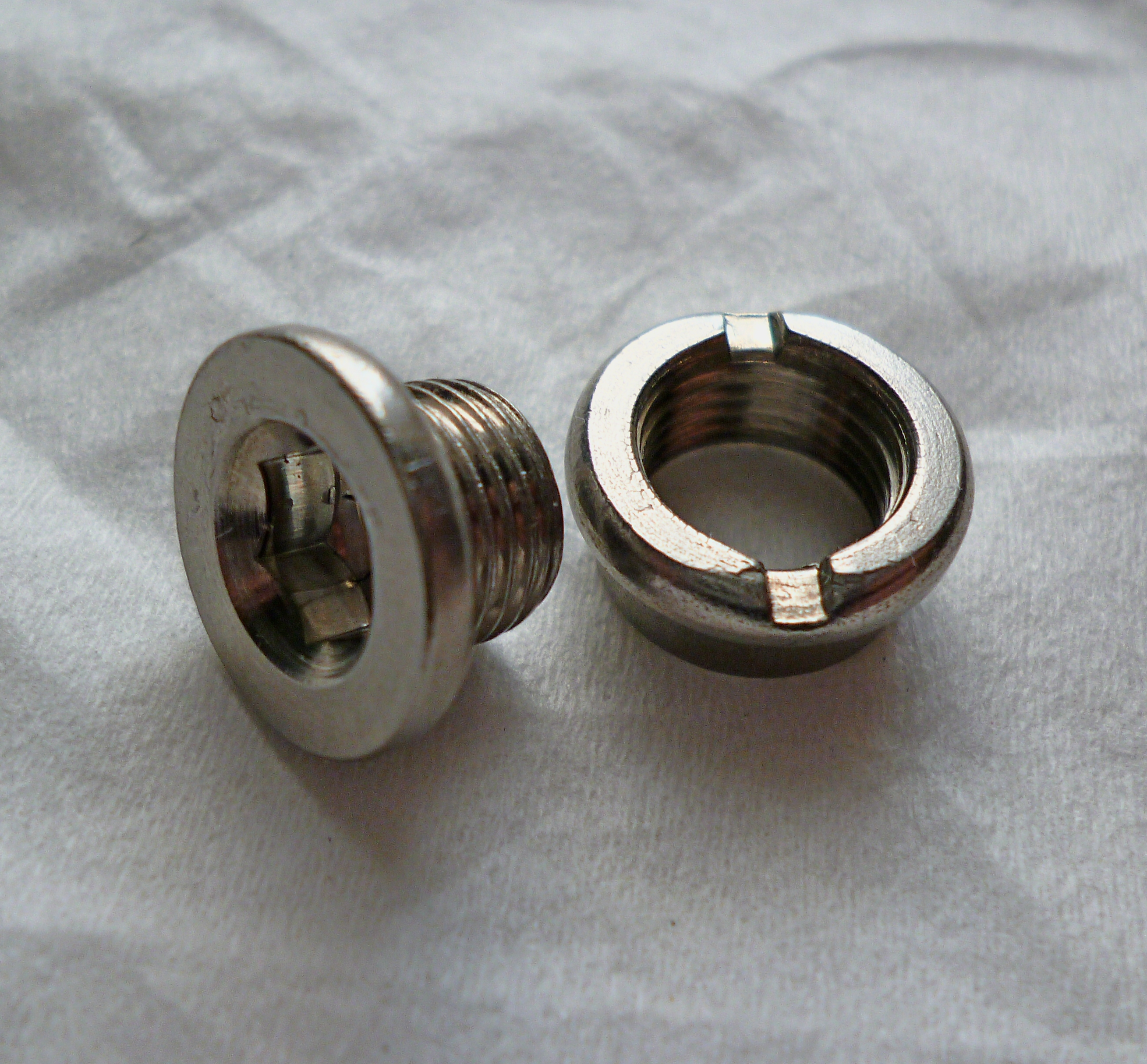
Tornillos que sujetan los platos a la biela

Los platos y bielas quedan unidos desde el interior o exterior mediante tres a cinco tornillos (dependiendo del diseño) con sus tuercas, en algunos casos los tornillos se sujetan directamente al plato. Estos se utilizan ambos en varias longitudes para unir a los platos y para fijar el conjunto a la biela.